# Kreis Nordhausen
| Basisdaten                            | Basisdaten                                |
| ------------------------------------- | ----------------------------------------- |
| Bezirk der DDR                        | Erfurt                                    |
| Kreisstadt                            | Nordhausen                                |
| Fläche:                               | 714 km² (1989)                            |
| Einwohner:                            | 108.457 (1989)                            |
| Bevölkerungsdichte:                   | 152 Einwohner/km² (1989)                  |
| Kfz-Kennzeichen:                      | L und F (1953–1990) LT und LU (1974–1990) |
|                                       |                                           |
| Der Kreis Nordhausen im Bezirk Erfurt |                                           |

Der Kreis Nordhausen war ein Landkreis im Bezirk Erfurt der DDR. Ab 1990 bestand er als Landkreis Nordhausen im Land Thüringen fort. Sein Gebiet ist deckungsgleich mit dem heutigen Landkreis Nordhausen in Thüringen. Der Sitz der Kreisverwaltung befand sich in Nordhausen.

## Geographie
Der Kreis lag zwischen dem Harz im Norden, dem anschließenden Südharzer Zechsteingürtel sowie den Höhenzügen des Dün, der Hainleite und der Windleite im Süden; und den Bleicheröder Bergen im Südwesten. In der Mitte des Kreisgebietes befinden sich die Niederungen der Goldenen Aue. Der Kreis Nordhausen befindet sich zum größten Teil im Einzugsgebiet der Helme mit ihren Zuflüssen, unter anderem der Zorge. Im Süden reicht das Kreisgebiet ins Einzugsgebiet der Wipper und ihrem Zufluss, der Bode.
Die umliegenden Nachbarkreise sind im Norden der Kreis Wernigerode, im Nordosten Quedlinburg, im Osten Sangerhausen, im Süden Sondershausen, im Südwesten und Westen Worbis, im Nordwesten Osterode am Harz bzw. Göttingen und Blankenburg (ab 1972: Goslar).

## Geschichte
Nachdem am 1. Juli 1950 bereits die bis dahin kreisfreie Stadt Nordhausen in den damaligen Landkreis Nordhausen eingegliedert worden war, kam es am 25. Juli 1952 zu einer umfassenden Kreisreform in der DDR. Während einige Gemeinden vom Landkreis Nordhausen in die Kreise Wernigerode und Worbis umgegliedert wurden, wurde aus dem größten Teil des Landkreises zusammen mit einigen Gemeinden des alten Landkreises Sangerhausen der Kreis Nordhausen gebildet.
Folgende Ortschaften aus dem alten Landkreis Sangerhausen kamen in den Kreis Nordhausen: Herrmannsacker, Rodishain, Stempeda, Görsbach, Auleben, Hamma, Heringen, Windehausen, Bielen, Sundhausen, Uthleben, Steinbrücken und Hain.
Die Ortschaften, welche zwischen 1945 und 1952 den alten Landkreis Nordhausen verließen:
- 1945 zum Landkreis Osterode am Harz (in die britische Besatzungszone): Bad Sachsa und Tettenborn
- 1952 zum Kreis Wernigerode: Benneckenstein, Sorge
- 1952 zum Kreis Sangerhausen: Bösenrode (bis 1932 Teil des Kreises Ilfeld)
- 1952 zum Kreis Sondershausen: Grossberndten und Kleinberndten
- 1952 zum Kreis Worbis: Stöckey, Epschenrode, Ascherode

Der Kreis wurde dem neugebildeten Bezirk Erfurt zugeordnet.
Am 17. Mai 1990 wurde der Kreis in Landkreis Nordhausen umbenannt. Anlässlich der Wiedervereinigung der beiden deutschen Staaten wurde der Landkreis im Oktober 1990 dem neuen Land Thüringen zugesprochen.

## Einwohnerentwicklung
| Jahr      | 1960    | 1971    | 1977    | 1981    | 1989    |  |
| Einwohner | 113.257 | 116.158 | 112.600 | 111.346 | 108.457 |  |

## Gemeinden
Nach der Verwaltungsreform von 1952 gehörten dem Kreis Nordhausen die folgenden Gemeinden an:
| - Appenrode - Auleben - Bielen - Bleicherode, Stadt - Branderode - Buchholz - Elende - Ellrich, Stadt - Etzelsrode - Friedrichsthal - Gebra/Hainleite - Görsbach - Großlohra - Großwechsungen - Gudersleben - Günzerode - Haferungen | - Hain - Hainrode - Hamma - Harzungen - Heringen, Stadt - Herreden - Herrmannsacker - Hesserode - Hohnsteinsche Forst - Holbach - Ilfeld - Immenrode - Kehmstedt - Kleinbodungen - Kleinfurra - Kleinwechsungen - Klettenberg | - Kraja - Leimbach - Liebenrode - Limlingerode - Lipprechterode - Mackenrode - Mauderode - Neustadt/Harz - Niedersachswerfen - Nohra - Nordhausen, Stadt - Obersachswerfen - Petersdorf - Pützlingen - Rehungen - Rodishain - Rüdigsdorf | - Schiedungen - Sollstedt - Steigerthal - Steinbrücken - Stempeda - Sülzhayn - Sundhausen - Trebra - Urbach - Uthleben - Wernrode - Werther - Windehausen - Wipperdorf - Woffleben - Wolkramshausen - Wülfingerode |

- Am 1. Januar 1963 wurde aus einem Teil von Herreden die neue Gemeinde Hörningen gebildet.
- Am 1. August 1972 wurde die Gemeinde Hohensteinische Forst in Rothesütte umbenannt.
- Am 1. Januar 1974 wurde Wernrode nach Wolkramshausen eingemeindet.
- Am 1. Januar 1974 wurde Hain nach Kleinfurra eingemeindet.
- Am 6. Mai 1984 wurde Gebra/Hainleite in die Gemeinden Niedergebra und Obergebra aufgespalten.

## Landräte bzw. Vorsitzende des Rates des Kreises
- 1953–1960: Paul Wojtkowski
- 1960–1964: Herbert Sasama[5]
- 1965–1970: Gerhard Didszus[6]
- 1970–1981: Heinz Nitschke[7]
- 1982–1990: Klaus Hummitzsch[8]

## 1. Sekretäre der SED-Kreisleitung
- 1954–1956: Erich Heyl
- 1956–1960: Gerhard Schinkel
- 1964–1968: Heinz Scheinpflug
- 1968–1982: Heinz Schosnig[9]
- 1982–1985: Arthur Swatek
- 1985–1989: Lutz Stelzer[10]
- 1989–1990: Udo Mann[11]

## Wirtschaft
Der wichtigste Wirtschaftszweig des Kreises war der Kalibergbau. Die verarbeitende Industrie im Kreis besaß in der DDR große Bedeutung für die Produktion von Telefonapparaten, Traktoren, LKW-Motoren, Baggern, Spirituosen und Zigaretten. Wichtige Betriebe waren
- VEB Kalibetrieb Südharz mit den Kaliwerken Sollstedt und Bleicherode
- VEB Nordbrand Nordhausen
- VEB Schwermaschinenbau NOBAS Nordhausen[12]
- VEB Schachtbau Nordhausen
- VEB IFA Motorenwerke Nordhausen
- VEB Hydrogeologie
- VEB Schlepperwerk Nordhausen
- VEB Tabak Nordhausen
- VEB Fernmeldewerk Nordhausen
- VEB Rolandbräu Nordhausen
- VEB Nordquell Brauerei Nordhausen
- VEB Ziegelwerk Nordhausen
- VEB Dreistreif Nordhausen
- VEB Betonwerke Heringen mit Zweigbetrieben in Roßla, Arnstadt und Rudolstadt
- VEB Kältetechnik Niedersachswerfen
- VEB Eisengießerei Ellrich.

## Verkehr
Der Kreis war aufgrund seiner Randlage nicht an das Autobahnnetz in der DDR angebunden. Dem überregionalen Straßenverkehr dienten die F 81 nach Magdeburg, die F 80 nach Halle (Saale) und die F 4 nach Erfurt.
Wichtige Eisenbahnstrecken waren die Halle-Kasseler Eisenbahn Richtung Halle (Saale) sowie die Strecke nach Erfurt. Über die Südharzstrecke von Nordhausen nach Northeim in Niedersachsen fand grenzüberschreitender Güterverkehr statt. In Nordhausen lag auch der südliche Endpunkt der Harzer Schmalspurbahnen.

## Bildung
Die höchsten Bildungseinrichtungen im Kreis waren das Institut für Lehrerbildung (IfL) „A. S. Makarenko“, die Medizinische Fachschule (MeFa) des Maxim-Zetkin-Krankenhauses und die Fachschule für Landwirtschaft, später dann auch Ingenieurschule für Landtechnik genannt.

## Kfz-Kennzeichen
Den Kraftfahrzeugen (mit Ausnahme der Motorräder) und Anhängern wurden von etwa 1974 bis Ende 1990 dreibuchstabige Unterscheidungszeichen, die mit den Buchstabenpaaren LT und LU begannen, zugewiesen. Die letzte für Motorräder genutzte Kennzeichenserie war FA 30-01 bis FA 37-00.
Die Kennzeichen mit 2 Buchstaben und 4 Ziffern, welche für den Kreis Nordhausen ausgegeben wurden, waren die folgenden:
| Kreis Nordhausen (NDH)              |    |       |       |
|                                     |    | von   | bis   |
| KRAD                                | LB | 61-51 | 99-99 |
| KRAD                                | LJ | 40-01 | 99-99 |
| KRAD                                | LM | 05-36 | 13-10 |
| KRAD                                | LM | 45-01 | 75-00 |
| KRAD                                | FA | 30-01 | 37-00 |
| PKW                                 | LB | 05-71 | 13-55 |
| PKW                                 | LD | 30-01 | 50-00 |
| PKW                                 | LF | 65-01 | 80-00 |
| PKW                                 | LU | 50-01 | 80-00 |
| PKW                                 | LV | 00-01 | 30-00 |
| PKW                                 | LW | 22-51 | 35-05 |
| PKW                                 | FH | 00-01 | 99-99 |
| PKW                                 | FZ | 00-01 | 50-00 |
| LKW, Traktor, Bus, Spezialmaschinen | LG | 00-01 | 36-50 |
| LKW, Traktor, Bus, Spezialmaschinen | LK | 59-66 | 80-25 |
| LKW, Traktor, Bus, Spezialmaschinen | LP | 80-01 | 99-99 |
| LKW, Traktor, Bus, Spezialmaschinen | LY | 30-01 | 60-00 |
| LKW, Traktor, Bus, Spezialmaschinen | FR | 00-01 | 50-00 |

Anfang 1991 erhielt der Landkreis das Unterscheidungszeichen NDH.